# Арка-звонница
Арка-звонница — сооружение с карильоном, находящиеся на Крестовском острове в Санкт-Петербурге. Была построена в 2001—2002 годах в западной части Приморского парка Победы. Арка-звонница высотой 27-метров имеет карильон, состоящий из 45-ти колоколов, 23 из которых управлялись электроникой. Отличительной особенностью данного карильона являлось исполнение практически любых произведений музыки на программном коде, записи которых хранились на специальном оборудовании.

## История
Арка-звонница на стрелке Крестовского острова была спроектирована российским архитектором Игорем Гунстом в 2000 году в качестве подарка к 300-летию Санкт-Петербурга. Построена в 2001—2002 годах и торжественно открыта ко дню города 27 мая. В дальнейшем, в течение непродолжительного времени в арку-звонницу осуществлялись редкие экскурсии. Осенью 2006 года доступ к арке-звоннице был закрыт в связи со сносом стадиона имени С. М. Кирова, но в 2010 году был восстановлен в связи с освобождением строительной территории. С 2013 года арка-звонница перестала находиться в пределах набережной Невской губы в связи с намывом суши для опор эстакады ЗСД, а позднее — расширением острова в направлении к отмели.
За данным объектом некоторое время была установлена охрана, а дверные проёмы в опорах были заколочены. В 2017 году охрана была убрана, но доступ внутрь закрыт.

## Особенности
Карильон состоит из 23 автоматических (голландских) и 18 ручных (русских) колоколов. 23 голландских колокола подвешены на позолоченный круг-корону, в конструкцию которого вмонтированы 16 вертикальных дуг. Сама конструкция держится на двух опорах, закругленных к верху и облицованных рифлеными полосами, изготовленных в Дании. Внутри опор находятся три этажа, балкон и узкий круговой лестничный ход. Поэтажно на каждом из балконов размещены от одного до 5 колоколов (последний этаж).